# Бутеин
Бутеин — халкон, соединения класса флавоноидов. Используется в качестве пищевой добавки в Корее и в качестве лекарственного средства на травах по всей Азии. Впервые выделен и идентифицирован в 1904 году из цветков односемянной бутеи (Butea frondosa), в виде желтого красящего пигмента.

## Нахождение
Бутеин наиболее часто извлекается из растений рода георгины (Dahlia), бутеи (Butea), кореопсиса Coreopsis и сеарзии (Searsia). Основной компонент листьев лакового дерева.

## Биологическая активность
Не токсичен. Бутеин обладает широким спектром биологической активности, многие из которых были подтверждены на моделях in vitro и in vivo. Обладает антиоксидантным, антигипертензивным, противовоспалительным, противотуберкулёзным, антидиабетическим и нейропротекторным свойствами. Ингибирует тирозиназы, помогая в борьбе с гиперпигментацией кожи. Оказывает защитное действие на сердечно-сосудистую систему, в том числе проявляет антитромбиновую активность и имеет потенциал для лечения тромботических нарушений. Гепатопротекторное действие бутеина может стать потенциальным средством лечение цирроза печени и фиброза клеток печени.

### Противоопухолевая активность
Предотвращает фосфорилирование и обеспечивая защиту от некоторых видов рака и воспалительных заболеваний и обладает перспективным химиопрофилактическим и химиотерапевтическим потенциалом. Оказывает противоопухолевую активность при следующих заболеваниях: рак молочной железы, колоректальный рак, лейкоз,  рак кожи, рак шейки матки, рак простаты, рак мочевого пузыря, нейробластома, рак печени, злокачественная мезотелиома, рак легких.